# Tour of Antalya
Tour of Antalya er et tyrkisk etapeløb i landevejscykling som arrangeres hvert år i februar. Løbet er blevet arrangeret siden 2018. Løbet er af UCI klassificeret med 2.1 og er en del af UCI Europe Tour. 

## Vindere
| År   | Vinder           | Toer                 | Treer               |        |
| ---- | ---------------- | -------------------- | ------------------- | ------ |
| 2018 | Artjom Ovetsjkin | Cristian Raileanu    | Awet Habtom         |        |
| 2019 | Szymon Rekita    | Giovanni Lonardi     | Attila Valter       |        |
| 2020 | Max Stedman      | Kenneth Van Rooy     | Alessandro Fancellu |        |
| 2021 | aflyst           | aflyst               | aflyst              | aflyst |
| 2022 | Jacob Hindsgaul  | Alessandro Fedeli    | Luc Wirtgen         |        |
| 2023 | aflyst           | aflyst               | aflyst              | aflyst |
| 2024 | Davide Piganzoli | Alessandro Pinarello | Edoardo Zambanini   |        |